# Petchenga (ville)
Pour les articles homonymes, voir Petchenga.
Petchenga (en russe : Печенга) est une commune urbaine de l'oblast de Mourmansk, en Russie, qui dépend du raïon de Petchenga. Sa population s'élevait à 3 268 habitants en 2019. 

## Géographie
Petchenga est située à l'extrême nord de la Russie, dans la péninsule de Kola. Elle doit son nom au fleuve Petchenga qu'elle borde et qui se jette dans la mer de Barents après avoir traversé le fjord de la Petchenga au nord. 
Elle se trouve à 85 km au nord-ouest de Mourmansk et à 1 569 km au nord de Moscou.

## Histoire

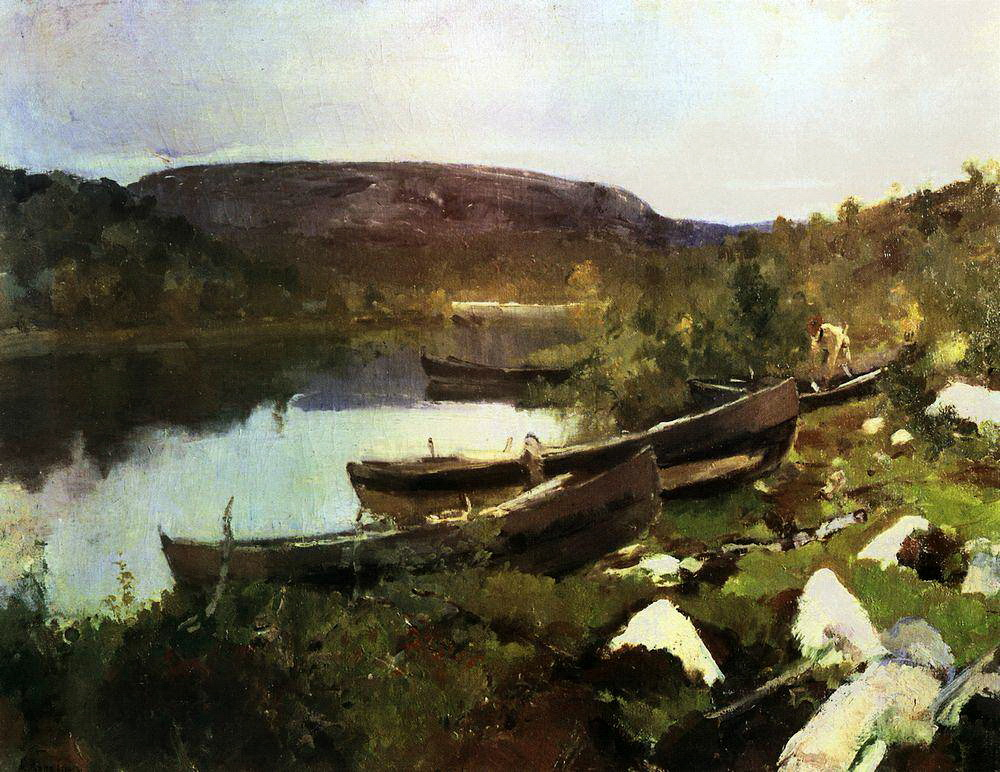
Barques de pêche au bord de la rivière de Saint-Tryphon près de Petchenga, par Constantin Korovine (1894).

Le bourg s'est construit à l'origine autour du monastère de la Petchenga, fondé en 1533 par saint Tryphon de la Petchenga. Il est alors habité de Skolts christianisés. Le monastère est brûlé avec ses frères à l'intérieur et plus d'une centaine de Lapons en 1589 par les forces finno-suédoises.
Sous l'Empire russe, la localité faisait partie du gouvernement d'Arkhangelsk.
Le bourg se trouve dans une région minière importante, notamment pour l'extraction du nickel. Entre 1920 et 1944, Petchenga appartient à la Finlande sous le nom de Petsamo. La région sert de point de départ aux attaques de la Wehrmacht et de l'armée finlandaise, alliée de l'Allemagne nazie, contre la ville de Mourmansk. Elle est bombardée par l'aviation britannique le 30 juillet 1941. L'Armée rouge l'envahit en 1944 et l'intègre par traité après la guerre.
La bourgade abrite le casernement de la 200e brigade de fusiliers motorisés qui appartient au district militaire ouest et au 14e corps d'armée. Elle mène des actions en lien avec le régiment Norrbotten de Suède, ainsi qu'avec la 6e division norvégienne, dont le pays possède une frontière avec la Russie à une vingtaine de kilomètres de Petchenga.

## Population
Recensements (*) ou estimations de la population
| 1938  | 1959* | 1970* | 1979* | 1989* | 2002* | 2006  | 2010* |
| ----- | ----- | ----- | ----- | ----- | ----- | ----- | ----- |
| 5 102 | 3 458 | 2 576 | 2 084 | 2 671 | 2 959 | 2 967 | 3 188 |

| 2012  | 2013  | 2014  | 2015  | 2016  | 2017  | 2018  | 2019  |
| ----- | ----- | ----- | ----- | ----- | ----- | ----- | ----- |
| 3 155 | 3 117 | 3 008 | 2 949 | 2 930 | 2 941 | 3 128 | 3 268 |

## Personnalités
- Maila Nurmi (1922-2008), actrice finno-américaine.